# Светлогорлый короткохвостый дятел
Светлогорлый короткохвостый дятел (лат. Hemicircus canente) —  вид птиц семейства дятловых. Подвидов не выделяют. Распространены на юге Азии.

## Таксономия
Светлогорлый короткохвостый дятел был описан в 1832 году французским натуралистом Рене Лессоном по образцу, собранному в Пегу (Мьянма), под биноменом Picus canente. Видовое название дано по имени сладкоголосой нимфы Каненты из римской мифологии. 

## Описание
Светлогорлый короткохвостый дятел — небольшой дятел с длиной тела 15—16 см, длиной крыла  от 86 до 102 мм и массой 37—50 г. Светлогорлый короткохвостый дятел выглядит округлым из-за тяжёлой головы с выступающим лохматым гребнем, тонкой шеи и короткого закругленного хвоста. Когда птица сидит на насесте, хвост в значительной степени скрыт сложенными крыльями, поэтому птица выглядит бесхвостой. Кроющие первостепенных и второстепенных маховых перьев и малые кроющие крыла с чёрными сердцевидными пятнами. Горло, воротник и грудь кремового или белого цвета. Остальная часть нижней части тела сероватая. Подхвостье чёрное, иногда с лёгкой светлой полосой. Мантия, спина и верхняя часть хвоста чёрного цвета, иногда с лёгкой белой полосой. Беловатые надхвостье и нижняя часть крыльев заметны в полёте. Тёмный, относительно длинный, с широким основанием клюв. Радужная оболочка каштановая. Ноги коричневатые с зелёным оттенком.
Половой диморфизм выражен в окраске оперения головы. У самцов лоб и корона тёмные с белыми крапинками, а у самок — кремовые или белые. Окраска молоди сходна с окраской взрослых самок, но с тёмными отметинами на белой передней части головы, бледными краями на перьях мантии; белые участки более охристые.

## Вокализация
Звуки, издаваемые светлогорлым короткохвостым дятлом, варьируются от мягких до резких, от быстрых до медленных, от носовых до скрипучих. Пары поют дуэтом у гнезда с быстрыми, громкими, резкими нотами «twee», повторяющимися каждую минуту. Также известны повторяющийся, мяукающий, скулящий, вызывающий тревогу «ki-yew» или «ch-yew», протяжный, скрежещущий звук «chur-r» и «su-sie» во время демонстрации. Хриплый, повторяющийся «chirrick», «kirrrick» или «karrick», иногда в быстрой серии из трех нот «kirrrick-kirrrick-kirrrick». «Барабанит» редко, издавая слабые, тихие раскаты.

## Распространение и места обитания
Распространены в Азии от западной и северо-восточной Индии и Бангладеш через Мьянму до Таиланда и Индокитая. Миграций не совершают. Обитают во влажных тропических вечнозеленых лесах, часто с тиком и бамбуком. Обычно на более открытых участках и по краям лесных массивов, а также на кофейных плантациях. Встречаются на высоте до 1300 метров над уровнем моря.

## Биология
Добывают корм парами, иногда присоединяются к смешанным группам. В состав рациона входят термиты, муравьи и личинки различных насекомых.
Сезон размножения продолжается с ноября до марта в Индии и до июля в Мьянме. Гнездо выдалбливают в отдельно стоящем дереве, высоком пне, бамбуке и даже в столбах ограждения на высоте от 1 до 13 метров над землёй. Вход в дупло небольшой, овальной формы. В кладке 2—3 яйца белого цвета. Данных по продолжительности инкубации и выкармливании птенцов пока нет.